# Owens Valley Pajuti
Owens Valley Paiute (Eastern Mono) naziv je šošonskim bandama nastanjenim u beskišnim područjima istočno od Sierra Nevade, Kalifornija. Premda istočno od Sierra Nevade teku mnoge kratke rijeke, one evaporiraju ubrzo nakon dolaska u dolinu. Vegetacija na području Owens Valley Indijanaca jedva je i oskudna. Pleme se dijeli na više manjih lutalačkih bandi koje su neprekidno u potrazi za vodom i hranom, vodom naročito. Muškarci su lovci na životinje svih veličina, točnije, na što nalete. Žene ovih Pajuta bave se sakupljanjem sjemenki, voća i oraha. Danas kod njih nalazimo agrikulturu temeljenu na kolektivnom radu. Konstruiraju rovove i brane kako bi navodnjavali polja divljeg bilja i tako povećali produktivnost. 
Owens Valley Pajuti dana broje oko 2200 duša nastanjenih na rezervatima Benton, Bishop, Big Pine, Lone Pine i Fort Independence u Kaliforniji. Njihovi rođaci Northern Paiute žive u Kaliforniji (150) na rezervatima Bridgeport Colony, Cedarville Rancheria i Fort Bidwell Reservation.

## Vanjske poveznice
- The Owens Valley Paiute
- Native American Desert Peoples
- The Prehistory of Owens Valley  Arhivirana inačica izvorne stranice od 7. lipnja 2007. (Wayback Machine)
- Western Shoshoni Myths: Introduction
- Museum of Anthropology  Arhivirana inačica izvorne stranice od 12. studenoga 2005. (Wayback Machine)